# Diuris chryseopsis
Diuris chryseopsis är en orkidéart som beskrevs av David Lloyd Jones. Diuris chryseopsis ingår i släktet Diuris och familjen orkidéer. Inga underarter finns listade i Catalogue of Life.